# Tierra de Fata Morgana
La tierra de Fata Morgana (en danés: Fata Morgana Landet) era una isla fantasma ubicada en el océano Ártico. Supuestamente se encontraba entre el noreste de Groenlandia y el archipiélago Svalbard, en el extremo norte del mar de Groenlandia.

## Historia
En 1907, durante la expedición danesa (1906-1908) dirigida por el etnólogo y explorador Ludvig Mylius-Erichsen, se informó que sus compañeros Johan Peter Koch y Aage Bertelsen habían avistado tierra a unos 80° 00′N 10° 00′W. Años más tarde, en la misma posición y alrededores se aseguraría haber avistado tierra, como afirmaron exploradores posteriores como Lauge Koch en 1933 desde el aire, Peter Freuchen en 1935 o Iván Papanin en 1937. Tras el avistamiento de Papanin, Koch emprendió una expedición en hidroavión desde Svalbard en 1938 para buscar la supuesta isla. Usó un Dornier Wal, 297 comprado por el gobierno danés a Alemania. Con el capitán de vuelo Rudolf Mayer y el operador inalámbrico Franz Preuschoff (trabajador de Deutsche Luft Hansa) y un oficial naval danés, Koch voló de Copenhague a Kings Bay en la isla Spitsbergen. Se acercaron a Groenlandia desde diferentes direcciones pero no pudieron encontrar ningún rastro de tierra.
La isla inexistente fue nombrada tierra de Fata Morgana debido a un tipo común de espejismo en las regiones polares. Posteriormente se llegó a asumir que esta supuesta isla era en realidad la isla de Tobias (Tuppiap Qeqertaa), una isla estéril y rocosa al sur. La posición de la isla Tobias, aproximadamente a 70 kilómetros (43 millas) de la costa noreste de Groenlandia, se determinó con precisión solo en 1993.